# ビルカ
ビルカ（スウェーデン語: Birka）は、現在のスウェーデンの首都ストックホルム西方約29kmのメーラレン湖のビョルケー島にあるヴァイキング時代の都市遺跡である。

## 概要
ビルカ遺跡が発見されたのは19世紀で、そのころすでに多くの建築部材や壁土など建物の遺構やコインや器などの遺物が発見されている。発見当時、この遺跡があった地域は黒土化（ビエーン）していることから「ビルカ」と名づけられた。

## ビルカの記録
ビルカについての文字記録はフランク王国の宣教師アンスカル(en:Ansgar)の弟子リンベルトが875年以前に著した『聖アンスカル伝』に登場する。
この中ではビルカはシンクと呼ばれる民会で自治が行われていること。遠くオランダのドーレスタットなどと交易していることを記録している。またビルカは要塞を有しており外敵からの襲来にたいして備えていることも記されている。
ビルカがどこと交易しているかは遺跡に無数にある墓からの副葬品で窺い知ることができる。ビルカ周辺の墓は少なくとも2000基程あることが判っており、そのうち1100基が発掘されている。その副葬品は以下に分けられる。西ヨーロッパから渡来した品々。ラインラントの壷や盃、フランクの宝飾品、アイルランドの青銅製品などがそれである。またそれを購入するためのビルカ独自のコイン「ビルカコイン」も多数出土している。これらの発掘は9世紀の墓に集中しており、10世紀の墓からは副葬品自体が少なくなっているが、東方のロシア、ヴォルガ川流域からの物産が見つかっている。
10世紀末にはイングランドのエセルレッド王のコインがゲルマンコインがスカンディナヴィアで広く流通しているが、ビルカからは発見されていない。そのため980年以前にはビルカは消滅したものと考えられる。

## 世界遺産登録基準
この世界遺産は世界遺産登録基準のうち、以下の条件を満たし、登録された（以下の基準は世界遺産センター公表の登録基準からの翻訳、引用である）。
- (3) 現存するまたは消滅した文化的伝統または文明の、唯一のまたは少なくとも稀な証拠。
- (4) 人類の歴史上重要な時代を例証する建築様式、建築物群、技術の集積または景観の優れた例。